# Ban Jieyu

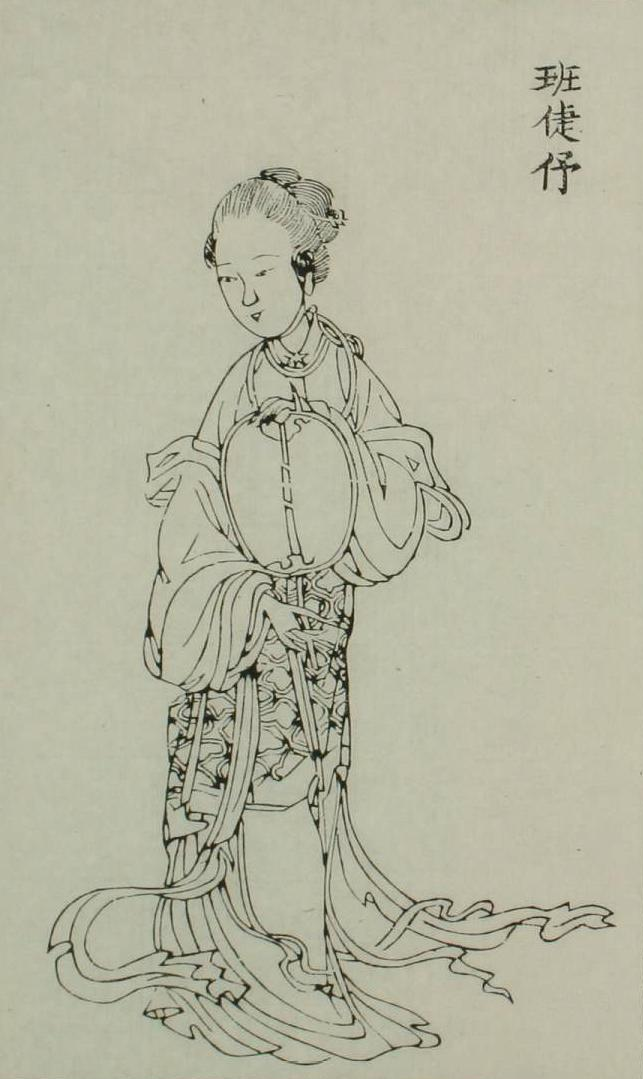
Ban Jieyu, Darstellung aus der Qing-Dynastie

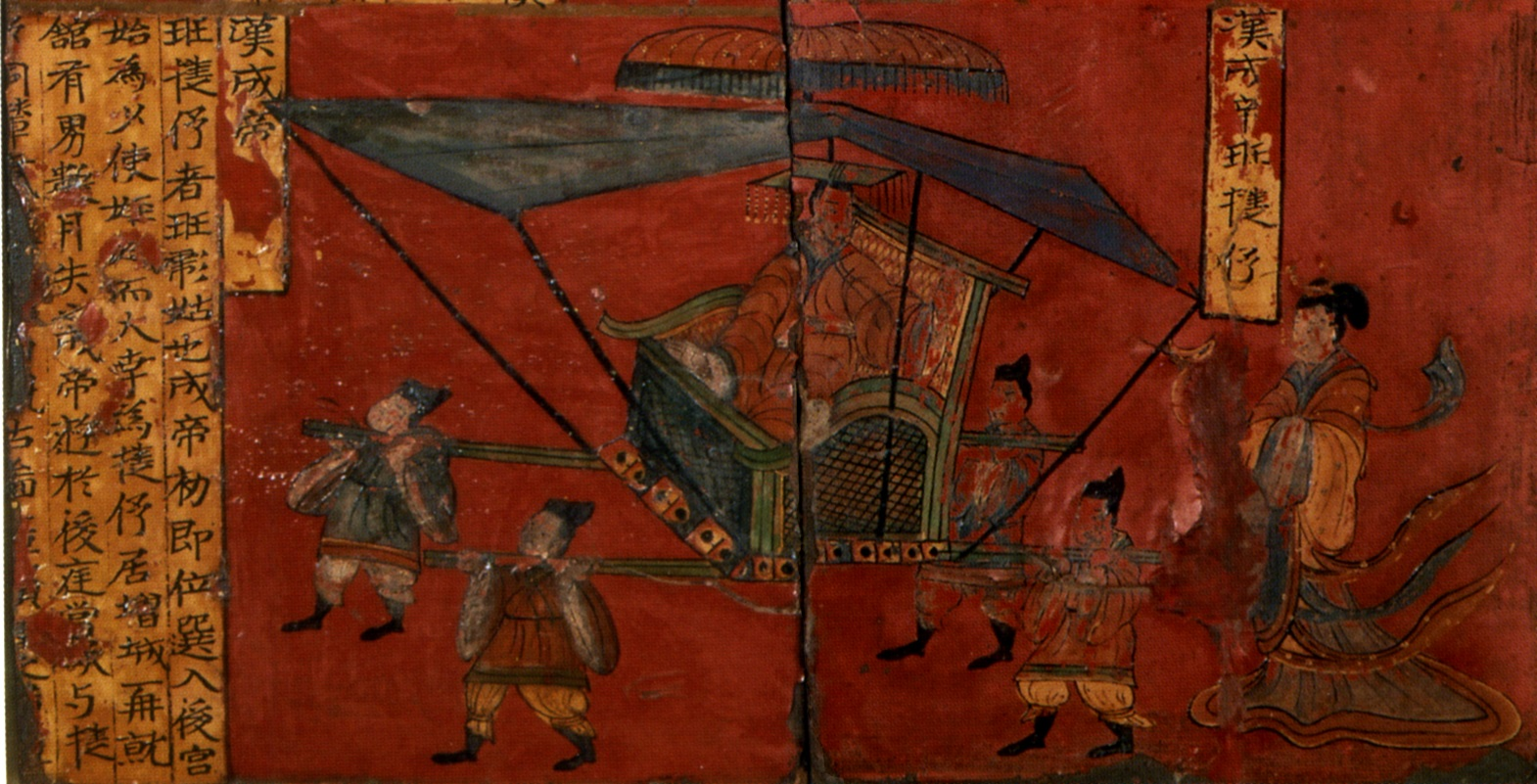
Ban Jieyu lehnt es ab, neben Kaiser Cheng in der Sänfte zu sitzen. Darstellung aus der Nördlichen Wei-Dynastie.

Ban Jieyu (chinesisch 班婕妤, Pinyin Bān Jiéyú – „Palastdame Ban“; * um 48 v. Chr.; † vermutlich 2 v. Chr., andere Quellen 6 v. Chr.) war eine chinesische Dichterin und Konkubine des Han-Kaisers Cheng. Sie gilt als die einzige Dichterin der Westlichen Han-Dynastie.
Ban Jieyu wurde im Bezirk Anling der Kommandantur Fufeng (nahe dem heutigen Xianyang in der Provinz Shaanxi) geboren. Ihr persönlicher Name ist nicht überliefert. Ihr Vater Ban Kuang war Kavalleriekommandant unter Kaiser Cheng. Ban wurde zu Beginn der Regierungszeit von Kaiser Cheng im niedrigen Rang einer Shaoshi (少使) in den Palast aufgenommen. Ihre Intelligenz, ihr tadelloses Verhalten, ihre hohe Bildung, aber auch ihre Schönheit und ihr literarisches Talent zogen schnell die Aufmerksamkeit des Kaisers auf sich. So stieg sie schnell in den Rang einer Jieyu (婕妤, etwa: bevorzugte Schönheit, ein Titel für Konkubinen, der unter Kaiser Wu eingeführt wurde und dem Rang eines Oberkammerherren entsprach) auf und wurde zur Lieblingsfrau des Kaisers. Sie gebar dem Kaiser zwei Söhne, die jedoch beide im Kindesalter starben.
Ban Jieyu wird nachgesagt, sie habe die für Frauen vorgesehenen Werte aus dem Buch der Lieder sehr ernst genommen. Des Kaisers Zuneigung habe sie bescheiden gemacht, sie sei nicht arrogant oder anmaßend geworden. Sie soll sich am Beispiel der Konkubinen des mythischen Urkaisers Shun Ehuang und Nüying, an Tai Ren, der Mutter des Zhou-Königs Wen oder Tai Si, der Mutter des Zhou-Königs Wu orientiert haben. Bao Si, in die Zhou-König You vernarrt war und der dadurch die Zhou-Dynastie an den Rand des Unterganges gebracht hatte, war ihr ebenfalls eine Lehre. Als Kaiser Cheng mit ihr in der gleichen Sänfte vor den Leuten gesehen werden wollte, verweigerte Ban Jieyu ihm dies. Sie argumentierte, dass die alten Herrscher nur mit hohen Regierungsmitgliedern im gleichen Wagen saßen. Nur die letzten Zhou-Könige – sie galten als schwache Herrscher – sowie Händler und Ursupatoren zeigten sich mit ihren Lieblingsfrauen im gleichen Wagen. Aufgrund der Tugendhaftigkeit, die Ban in dieser Episode zeigte, galt sie bereits zu ihrer eigenen Zeit als Fan Ji der Westlichen Han-Dynastie.
Ab etwa 20 v. Chr. begann Kaiser Cheng, mit weiteren Palastdamen zu verkehren. Ban Jieyu schlug ihm in einer Geste des klassischen weiblichen Teilens ihre Zofe Li Ping vor, die bald darauf ebenfalls in den Rang einer Jieyu befördert wurde. Aber auch die Schwestern Zhao Feiyan und Zhao Hede, die zuvor am Hofe Sängerinnen und Tänzerinnen waren und zu den kontroversesten weiblichen Akteure in der chinesischen Geschichte gehörten, erlangten die Aufmerksamkeit des Kaisers. Ban Jieyu, aber auch Kaiserin Xu, hatten von da ab weniger Kontakt mit Kaiser Cheng. Um 18 v. Chr. entwickelte Zhao Feiyan Ambitionen, selbst Kaiserin werden zu wollen. Sie  beschuldigte deshalb Kaiserin Xu, ihre Schwester Xu Ye und Ban Jieyu, mittels Hexerei Wang Meiren – damals schwanger von Kaiser Cheng – und Stabschef Wang Feng zu schädigen. Kaiser Chengs Mutter Wang Zhengjun ordnete eine Untersuchung an, in deren Folge Kaiserin Xu abgesetzt und ihre Schwester Xu Ye hingerichtet wurde. Ban Jieyu entging einer Strafe, da sie mit Zitaten aus den Gesprächen des Konfuzius erklärte, dass Schicksal und Himmel über die Menschen entscheiden und dass sie es deshalb nicht nötig habe, Böses zu tun. Wohlwissend, dass sie im Kaiserpalast in Gefahr war, ließ sie sich als Dienerin in den Changxin-Palast von Wang Zhengjun versetzen. In der Einsamkeit des riesigen vernachlässigten Anwesens schrieb sie Gedichte und verglich ihre Lage mit jener von Königin Shen, die von König You verstoßen wurde. Trotzdem diente sie ab 7 v. Chr. im Gedenkpark von König Cheng, wo sie nach ihrem Tode – sie hatte das Privileg, keinen gewaltsamen Tod sterben zu müssen – auch bestattet wurde.
Während ihrer Zeit im Changxin-Palast schrieb sie die Rhapsodie des Selbstmitleids (自悼賦), in der sie ihr Leben als Konkubine darlegt, wie sie von Kaiser Cheng verstoßen wurde, und ihr einsames Leben im Palast der Kaiserin. Es enthält auch wenig verklausulierte Angriffe auf die Zhao-Schwestern. Auch die Rhapsodie über das Walken von Seide (搗素賦) wird ihr zugeschrieben. Es handelt von einer schönen Frau, die in einer vom Mond erhellten Nacht aufsteht, um auf dem Walktisch Seide zu klopfen. Das bekannteste Gedicht von Ban Jieyu ist vermutlich Der Fächer im Herbst (扇诗), auch Lied der Verbitterung (怨歌行). Es entstand nach ihrer Verdrängung durch die Zhao-Schwestern. In dem Gedicht vergleicht sie sich mit einem Fächer, der rund wie ein Mond ist, so lange er seinem Herrn in der Sommerhitze nützlich ist, der aber nach dem Ende des Sommers weggeworfen wird.
Zu den Nachkommen Ban Jieyus zählen ihr Großneffe Ban Gu und ihre Großnichte Ban Zhao. Sie verfassten die Chronik Han Shu, die zu den wichtigsten Quellen über das Leben von Ban Jieyu zählt.